# ساره الفلیج
ساره الفلیج (زادهٔ ۳ اوت ۱۹۹۵) شناگر اهل بحرین است.